# Matthias Bublath

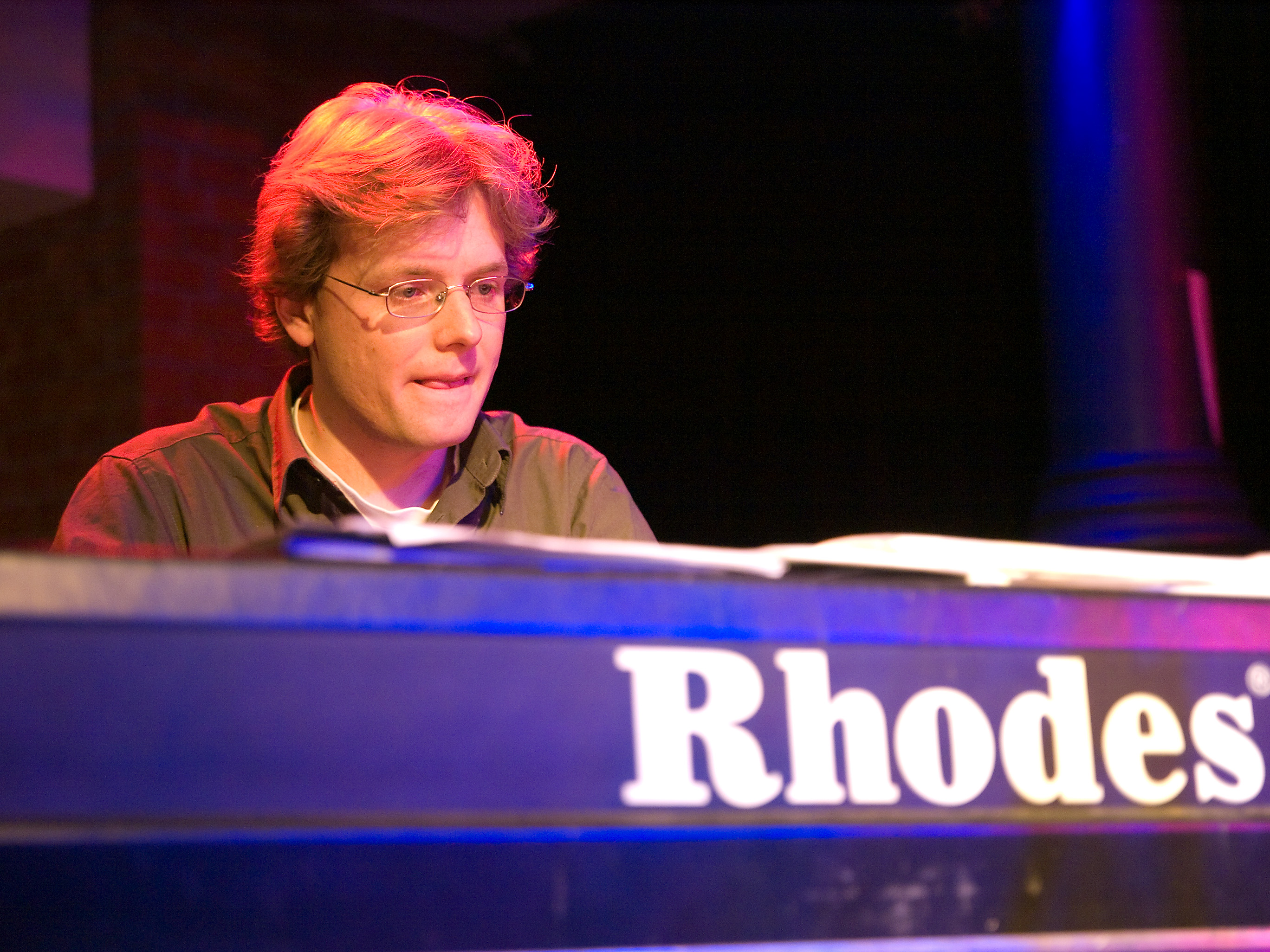

Matthias Bublath (* 14. März 1978 in München) ist ein deutscher Jazzmusiker (Piano, Keyboard, Orgel, Komposition).

## Leben und Wirken
Bublath wuchs in München auf und spielte schon als kleiner Junge auf dem Klavier. Über Platten seiner Eltern (sein Vater ist der Wissenschaftsjournalist Joachim Bublath) entdeckte er den Blues. Als Schüler spielte er im Sextett The G-Train. Über Jam-Sessions kam er zum Jazz und war als Keyboarder in Gregor Bürgers Funk-Fusionband Earforce und in den afrikanischen Bands von Biboul Darouiche und Mfaniseni Thusi tätig. Nach dem Abitur studierte er von 1998 bis 2000 im Bachelorstudiengang Instrumental- und Gesangspädagogik am Bruckner Konservatorium Linz. Zwischen 2000 und 2002 studierte er Jazzkomposition am Berklee College of Music und gewann den Charles Mingus Award, um dann 2004 seinen Master an der Manhattan School of Music zu absolvieren.
Bublath trat weltweit auf verschiedenen Festivals auf wie dem Montreux Jazz Festival, bei dessen Piano Solo Competition 1999 er Semifinalist war. Mit Eric Wainaina erhielt er 2003 einen der südafrikanischen Kora Awards. Er lebte sieben Jahre als freischaffender Musiker in New York City, um 2010 nach Europa zurückzukehren. Er arbeitete mit Mike Clark, Lenny Pickett, Cándido Camero, Bobby Sanabria, Zach Danziger, Tim Lefebvre, Lionel Loueke, Klaus Doldinger, Takuya Kuroda, Tim Collins, Max Grosch oder Anne Drumond. Mit seinem Vater führte er die Multi-Media-Show Jazz Goes Universe auf. Auch tourte er durch Japan.
Bublath veröffentlichte bisher 15 Alben unter eigenem Namen, zuletzt  bei Enja 2020 sein Bigband-Album Eight Cylinder Bigband und 2022 das Trioalbum Orange Sea. Er ist auch auf Alben von Biboul Darouiche, Alper Yılmaz, Jenny Evans, Claudia Koreck und Max Merseny zu hören.